# Johann Eberhard Hoffmann
Johann Eberhard Hoffmann (* April 1708 in Delling; † 1767 in Elberfeld) war Bürgermeister von Elberfeld.

## Leben
Hoffmann wurde als Sohn des aus Meiderich stammenden, seit 1699 in Delling lebenden Predigers Heinrich Hoffmann und dessen Frau Anna Katharina Garschagen, deren Familie aus Lennep stammte, geboren. Mittlerweile nach Elberfeld gezogen, heiratete er am 2. September 1734 die aus Wülfrath stammende Anna Margareta Blank (1705–1767), mit der er sechs Kinder hatte, von denen aber drei früh starben.
Hoffmann selbst war niemals Ratsmitglied und wurde lediglich 1760 zum Bürgermeister von Elberfeld gewählt. Im Jahr darauf war er Stadtrichter.